# Griekse parlementsverkiezingen 2015 (januari)
Deze Griekse parlementsverkiezingen 2015 vonden plaats op 25 januari 2015, dit nadat het Parlement van Griekenland na drie stemronden eind december 2014 er niet in was geslaagd om een nieuwe president te kiezen. Zoals in de Griekse grondwet staat vermeld, diende na een derde stemronde het parlement binnen tien dagen te worden ontbonden, wat dan ook gebeurde. De verkiezingen werden gewonnen door het linkse SYRIZA, dat met 149 zetels net geen absolute meerderheid behaalde. Daags na de verkiezingen sloot de partij een regeerakkoord met de Onafhankelijke Grieken. Op 27 januari 2015 werd het kabinet-Tsipras ingezworen.

## Mislukte presidentsverkiezingen
In het najaar van 2014 kondigden de Griekse premier Antonis Samaras en vice-premier Evangelos Venizelos aan dat de presidentsverkiezingen zouden worden vervroegd naar eind december 2014. Dit in verband met de onderhandelingen met het IMF voor een nieuw noodpakket aan maatregelen. De twee coalitiepartijen droegen oud-minister Stavros Dimas voor als kandidaat voor het ceremoniële presidentschap. Om president te worden had Dimas in de eerste twee stemrondes echter de steun nodig van 200 parlementariërs, en in een eventuele derde stemronde van 180 parlementariërs. In de eerste stemronde kreeg Dimas 160 stemmen, in de tweede 168 en in de uiteindelijk dan ook noodzakelijke derde stemronde eveneens 168. Als gevolg van die mislukte derde stemronde ging de beurs in Athene stevig onderuit met −11%.

## Achtergronden en economische depressie
Griekenland gaat sinds 2008 gebukt onder een economische depressie en is afhankelijk van financiële steun van buitenaf. De huidige regering-Samaras werd na de parlementsverkiezingen van juni 2012 gevormd door Nea Dimokratia, PASOK en DIMAR. In het kabinet zaten voornamelijke leden van Nea Dimokratia en onafhankelijken, met parlementaire steun van PASOK en DIMAR. Aan de start van het kabinet kon de coalitie rekenen op de steun van 179 parlementariërs, maar na verloop van tijd nam de steun af; een aantal door tegen de bezuinigingsmaatregelen te stemmen, anderen stapten vrijwillig op. In juni 2013 besloot DIMAR haar steun op te zeggen in de regering uit protest tegen de eenzijdige beslissing om de publieke omroep ERT met directe ingang te sluiten. Ook twee onafhankelijke ministers besloten af te treden als gevolg van dit besluit. Overigens gaf DIMAR aan dat ze samenwerking met de regering op bepaalde terreinen niet uitsloot, maar dat na de verkiezingen DIMAR een regeringsdeelname met SYRIZA ook niet uitsloot.
In oktober 2013 kondigde de ECB aan dat Griekenland een derde lening nodig heeft. De ECB kondigde aan dat het land 6 miljard euro extra zou ontvangen, in ruil voor 2 miljard euro aan extra bezuinigingen (boven op de reeds ingeplande vier miljard euro aan bezuinigingen). Ondanks weerstand van de regering gaf de troika (bestaande uit ECB, IMF en de Europese Commissie) aan dat een compromis niet aan de orde was, betreffende hun eisen voor meer bezuinigingen en het verlopen van staatsbedrijven. Op 7 december werd de begroting voor 2014 van de regering goedgekeurd, zonder de extra bezuinigingen. Aanvankelijk zou de troika weer overleg hebben met de regering in januari 2014, maar dit werd verplaatst naar 17 februari, omdat de troika eerder had aangekondigd geen overleg te voeren zonder de geruststelling dat een akkoord mogelijk was. Diezelfde maand had premier Samaras in een interview gezegd dat Griekenland geen nieuwe lening nodig had, ondanks berichten uit Duitsland dat het Griekse ministerie van Financiën bezig was met het opstellen van een plan voor een derde lening. Volgens het Duitse ministerie van Financiën zou het derde steunpakket in totaal 10 tot 20 miljard euro moeten omvatten. In september 2014 had de Griekse regering wederom overleg met de troika. Na de gesprekken kondigde de troika aan dat Griekenland een derde lening nodig had, of een eventuele uitbreiding van de huidige lening. Dit werd kort erna ontkend door premier Samaras. Eveneens gaf hij aan dat hij zich zou sterk maken voor een versoepeling van de bezuinigingen door belastingverlaging, ondanks dat dit niet door de troika werd gesteund.

## Procedure parlementsverkiezingen
In Griekenland kent men parlementsverkiezingen waarbij 300 zetels te verdelen zijn, deze vinden in principe om de vier jaar plaats en kennen een kiesdrempel van 3%. In Griekenland geldt een stemplicht, hoewel nog nooit maatregelen zijn genomen tegen niet-stemmers. Indien het niet mogelijk blijkt een regering te vormen worden er nieuwe verkiezingen gehouden. De partij met de meeste stemmen krijgt 50 zetels extra. De andere 250 zetels worden evenredig verdeeld op basis van het stemmenaantal, met inachtneming van de kiesdrempel. Alle ongeldige, blanco stemmen en die van partijen die het niet gehaald hebben gaan automatisch naar de grootste partij.

## De uitslag
De parlementsverkiezingen gingen, zoals verwacht, tussen voor- en tegenstanders van een derde bail-out voor Griekenland. Het uiterst linkse SYRIZA, stond sinds lange tijd al sterk in de peilingen, met de conservatieve Nea Dimokratia op een tweede plaats. Uiteindelijk won SYRIZA de verkiezingen. Het  kabinet-Tsipras werd op 27 januari 2015 ingezworen, twee dagen na de verkiezingen. Partijleider Alexis Tsipras sloot een regeerakkoord met de Onafhankelijke Grieken (ANEL) en Tsipras werd aangesteld tot premier. Het kabinet telde elf ministeries, zes minder dan zijn voorganger, het kabinet-Samaras.

## Peilingen

### Grafische weergave
Hieronder een grafische weergave van de peilingen in Griekenland. De roze lijn geeft SYRIZA weer, de blauwe lijn Nea Dimokratia.

### Cijfermatige weergave
| Datum          | Onderzoeker     | ND   | SYRIZA | PASOK | ANEL | XA   | DIMAR | KKE | Potami | Overig |
| 28–30 dec 2014 | UoM             | 29,5 | 34,5   | 4,5   | 2,5  | 7,0  | 0,5   | 6,0 | 6,0    | 9,5    |
| 26–28 dec 2014 | Marc            | 28,9 | 32,3   | 5,3   | 3,5  | 6,8  | 1,2   | 6,2 | 7,0    | 8,8    |
| 26–28 dec 2014 | Palmos Analysis | 29,0 | 35,0   | 4,5   | 3,5  | 7,0  |       | 5,0 | 9,5    | 6,5    |
| 27 dec 2014    | Interview       | 29,1 | 32,0   | 6,4   | 2,4  | 6,8  | 0,7   | 6,5 | 5,5    | 10,6   |
| 27-dec 2014    | Kapa Research   | 29,3 | 32,2   | 7,2   | 3,6  | 6,5  |       | 6,9 | 6,9    | 7,5    |
| 20–23 dec 2014 | Marc            | 28,2 | 32,2   | 5,1   | 3,7  | 6,4  | 1,3   | 6,0 | 6,6    | 10,5   |
| 19–22 dec 2014 | Palmos Analysis | 27,5 | 32,5   | 5,0   | 4,5  | 6,0  |       | 6,0 | 7,5    | 11,0   |
| 18–22 dec 2014 | Alco            | 31,2 | 35,3   | 5,7   | 3,7  | 6,5  |       | 5,2 | 5,5    | 6,9    |
| 19–21 dec 2014 | Pulse RC        | 29,5 | 33,5   | 7,5   | 4,0  | 6,5  |       | 6,0 | 6,5    | 6,5    |
| 14-21 dec 2014 | Patris News     | 24,4 | 32,2   | 8,7   | 4,2  | 10,8 | 0,9   | 4,6 | 5,3    | 8,9    |
| 18-20 dec 2014 | Interview       | 30,3 | 33,3   | 6,2   | 2,2  | 5,5  | 1,1   | 6,3 | 5,5    | 9,6    |
| 17-18 dec 2014 | Rass            | 29,3 | 33,5   | 5,7   | 3,5  | 5,4  |       | 6,5 | 7,2    | 8,9    |
| 17 dec 2014    | Marc            | 28,4 | 32,5   | 5,5   | 3,4  | 6,6  | 1,6   | 6,4 | 6,4    | 9,2    |

### Gedetailleerde uitslag

Grootste partij per kiesdistrict

| Partij                                                         | Partijleider                   | Stemmen   | %      | +/–   | Zetels | +/– |
| -------------------------------------------------------------- | ------------------------------ | --------- | ------ | ----- | ------ | --- |
| SYRIZA                                                         | Alexis Tsipras                 | 2.246.064 | 36,34  | +9,45 | 149    | +78 |
| Nea Dimokratia (ND)                                            | Antonis Samaras                | 1.718.815 | 27,81  | -1,85 | 76     | -53 |
| Gouden Dageraad (XA)                                           | Nikolaos Michaloliakos         | 388.447   | 6,28   | -0,64 | 17     | -1  |
| To Potami                                                      | Stavros Theodorakis            | 373.916   | 6,05   | nieuw | 17     | +17 |
| Communistische Partij van Griekenland (KKE)                    | Dimitris Koutsoumpas           | 338.138   | 5,47   | +0,97 | 15     | +3  |
| Onafhankelijke Grieken (ANEL)                                  | Panos Kammenos                 | 293.406   | 4,75   | –2,76 | 13     | -7  |
| PASOK / Democratic Alignment                                   | Evangelos Venizelos            | 289.482   | 4,68   | –7,60 | 13     | -20 |
|                                                                |                                |           |        |       |        |     |
| Beweging van Democratische Socialisten (KIDISO)                | George Petalotis               | 152.265   | 2,46   | nieuw | 0      | 0   |
| Unie van Centristen (EK)                                       | Vassilis Leventis              | 110.827   | 1,79   | +1,50 | 0      | 0   |
| Teleia                                                         | Apostolos Gkletsos             | 109.483   | 1,77   | nieuw | 0      | 0   |
| Laikos Orthodoxos Synagermos (LAOS)                            | Georgios Karatzaferis          | 63.698    | 1,03   | –0,55 | 0      | 0   |
| Front van de Griekse anti-kapitalisten (ANTARSYA)              | Comité van 21 leden            | 39.455    | 0,64   | +0,32 | 0      | 0   |
| Groenen / Democratisch Links (Prasinoi/DIMAR)                  | Nikos Chrysogelos              | 30.064    | 0,49   | -5,76 | 0      | -17 |
| Kommunistiko Komma Elladas (ML KKE) (marxistisch-leninistisch) | Comité van vier leden          | 8030      | 0,13   | +0,01 | 0      | 0   |
| Democratic National Reform Union (EDEM)                        | -                              | 7616      | 0,12   | nieuw | 0      | 0   |
| Greek People's Democratic Liberation (ELLADA)                  | -                              | 4770      | 0,08   | nieuw | 0      | 0   |
| Workers Revolutionary Party (EEK)                              | Savas Matsas                   | 2435      | 0,04   | nieuw | 0      | 0   |
| Organisation of Internationalist Communists of Greece (OKDE)   | -                              | 2195      | 0,04   | nieuw | 0      | 0   |
| Onafhankelijke Kandidaten                                      | -                              | 1394      | 0,02   | +0,02 | 0      | 0   |
| Nationale Weerstandsbeweging (KEAN)                            | Ippokratis Savvouras           | 617       | 0,01   | +0,01 | 0      | 0   |
| Greek White Movement of Today's Ideology (ELKSI)               | -                              | 80        | 0,00   | nieuw | 0      | 0   |
| Groundbreaking Orthodox Solidarity Front (ROMA)                | -                              | 57        | 0,00   | nieuw | 0      | 0   |
| Panagrarian Arbeidersbeweging Griekenland (PAEKE)              | Miltiadis Tzalazidis           | 2         | 0,00   | 0,00  | 0      | 0   |
| Geldige stemmen                                                | Geldige stemmen                | 6.181.274 | 97,64  |       |        |     |
| Ongeldige stemmen                                              | Ongeldige stemmen              | 114.703   | 1,81   |       |        |     |
| Blanco stemmen                                                 | Blanco stemmen                 | 34.809    | 0,55   |       |        |     |
| Totaal uitgebrachte stemmen                                    | Totaal uitgebrachte stemmen    | 6.330.786 | 100,00 | -     | 300    | -   |
| Totaal aantal stemgerechtigden                                 | Totaal aantal stemgerechtigden | 9.911.495 |        |       |        |     |

1950 · 1951 · 1952 · 1956 · 1958 · 1961 · 1963 · 1964 · 1974 · 1977 · 1981 · 1985 · 1989 (juni) · 1989 (nov.) · 1990 · 1993 · 1996 · 2000 · 2004 · 2007 · 2009 · 2012 (mei) · 2012 (juni) · 2015 (jan.) · 2015 (sep.) . 2019 · 2023 (mei) · 2023 (jun.)